# Siphonariidae
Die Siphonariidae sind eine Familie küstenbesiedelnder mariner Schnecken aus der Ordnung der Lungenschnecken (Pulmonata). Auf Englisch werden sie „false limpets“ (falsche Napfschnecken) genannt; im Deutschen gibt es keinen populären Namen. Es sind kleine bis mittelgroße Schnecken, die über die als Lunge dienende Mantelhöhle Luftsauerstoff aufnehmen.

## Merkmale
Die leeren Schalen lassen sich leicht durch Betrachten der Innenseiten von den echten Napfschnecken, mit denen sie nicht verwandt sind, unterscheiden. Hier findet sich bei den Siphonariidae eine gut erkennbare seitliche Furche auf der rechten Schalenseite sowie eine entsprechende Unterbrechung der ringförmigen Muskelansatzaufwölbung. An dieser Stelle liegt beim lebenden Tier das Atemloch (Pneumostom), d. h. die Ein- und Austrittsöffnung der Lunge.

## Lebensweise
So weit untersucht, ernähren sich die Tiere von den lose auf den Felsen wachsenden Kleinalgen, die sie mit ihrer feinzähnigen Radula abraspeln können. Fest im Gestein inkrustierte Algen können nicht aufgenommen werden.
Die Tiere können, wie bei der hawaiischen Art Siphonaria alternata gezeigt wurde, ein sogenanntes Homing-Verhalten zeigen, d. h., sie kehren jeweils zu ihrem Ausgangspunkt zurück.

## Verbreitung und Artenzahl
Die Siphonariidae sind weltweit in tropischen bis gemäßigt-kühlen Regionen verbreitet. Verbreitungsschwerpunkt sind die Litoralgebiete auf der Südhalbkugel der Erde. Sie können auch in brackischem Wasser vorkommen. In Europa kommt nur die Gattung Siphonaria vor (z. B. Siphonaria pectinata an der Küste Gibraltars). Es sind derzeit etwa 75 bis 78 Arten beschrieben.

## Paläontologie
Die Familie ist fossil seit dem Oberen Jura (Oxfordium, vor rund 160 Millionen Jahren) bekannt.

## Systematik
Äußere Systematik: Die Familie wird hier provisorisch zur paraphyletischen Gruppe der Wasserlungenschnecken i. w. S. ("Basommatophora") gerechnet. Ihre genaue Stellung im taxonomischen System ist noch nicht endgültig geklärt. Vielfach wird sie zusammen mit der nur fossil beschriebenen Familie der Acroreiidae in eine eigene Überfamilie Siphonarioidea gestellt. Die Acroreiidae finden sich in den Stufen des Coniacium (vor ca. 87 Millionen Jahren) bis einschließlich Ypresium (vor ca. 50 Millionen Jahren). Die jüngeren Funde stammen aus brackischen Ablagerungen im Pariser Becken. Aufgrund ihrer Merkmalsarmut bleibt aber die eindeutige Klassifizierung und Zuordnung der Acroreiidae und damit auch der Überfamilie Siphonarioidea unsicher.
Innere Systematik: Man unterscheidet die folgenden fünf Gattungen:
- Benhamina Finlay, 1927, nur 1 Art bekannt (Benhamina obliquata Sowerby)[5], Neuseeland
- Kerguelenella A.W. Baden Powell, 1946; 1 bis 3 Arten; Patagonien, Neuseeland, subantarktische Inseln
- Pugillaria Iredale, 1924; wahrsch. nur 1 Art (Pugillaria stowae, Südaustralien und Tasmanien)
- Siphonaria G. B. Sowerby I, 1823; ca. 67 Arten, weltweit
- Williamia di Monterosato, 1884; 5 bis 6 Arten, u. a. Nordamerika[6]